# Estadio Victoria
Az Estadio Victoria a mexikói Aguascalientes állam fővárosában, Aguascalientesben működő Necaxa labdarúgócsapat stadionja.

## Története
A Héroes nevű városnegyedben, ahol a stadion áll, korábban a 8000 férőhelyes községi stadion (Estadio Municipal) állt, majd 2002 májusában megkezdődött az új Estadio Victoria építése. Az épület 14 hónap alatt készült el, az ünnepélyes avatást 2003. július 26-án tartották. Ez alkalommal került sor a Necaxa első mérkőzésére is a stadionban: a győzelmet a vendég Chivas vitte el egy tizenegyesgóllal. Az avatóünnepségek keretében ugyancsak megmérkőzött a hazai csapat az olasz AS Rómával is, az eredmény ezúttal 1–1 lett (Francesco Totti büntetőjét a Necaxa kapusa hárította).
2004. június 27-én került sor az első válogatott mérkőzésre a stadionban: a mexikói nemzeti csapat egy világbajnoki selejtezőn elsöprő, 8–0-s győzelmet aratott a Dominikai közösség legjobbjai fölött.

## Az épület
A 25 500 férőhelyes stadion északi részén egy 3-szintes vendéglő is található, ahonnan kilátás nyílik a pályára. A világítás és a hangosítás világszínvonalú, a bejárást mozgáskorlátozottak számára is lehetővé tették. A stadion világon egyedülálló különlegességei azok a szökőkutak, amelyek a Necaxa minden góljánál működésbe lépnek.